# جائزة اليابان الكبرى للدراجات النارية 1999
جائزة اليابان الكبرى للدراجات النارية 1999 هو سباق دراجات نارية أقيم بتاريخ 25 أبريل 1999 في حلبة موتيجي. كان الجولة الثانية من أصل 16 في سباق الجائزة الكبرى للدراجات النارية موسم 1999. فاز الأمريكي كيني روبرتس جونيور بفئة 500 سي سي بينما جاء الأسترالي ميك دوهان في المركز الثاني وحصل على المركز الثالث الياباني نوريفومي أبي.

## وصلات خارجية
- الموقع الرسمي